# استان قصرین
استان قصرین (به عربی: ولایة القصرین) یک از بیست و چهار استان‌های تونس است که در وسط و غرب تونس واقع شده که از شمال به استان کاف از غرب به استان جزائری تبسه از جنوب به استان قفصه و از شرق به دو استان سیدی بوزید و سلیانه محدود است.

## خصوصیات
استان قصرین ۸٬۰۶۶ کیلومترمربع مساحت و ۴۳۹٬۲۴۳ نفر جمعیت دارد.

## نگارخانه

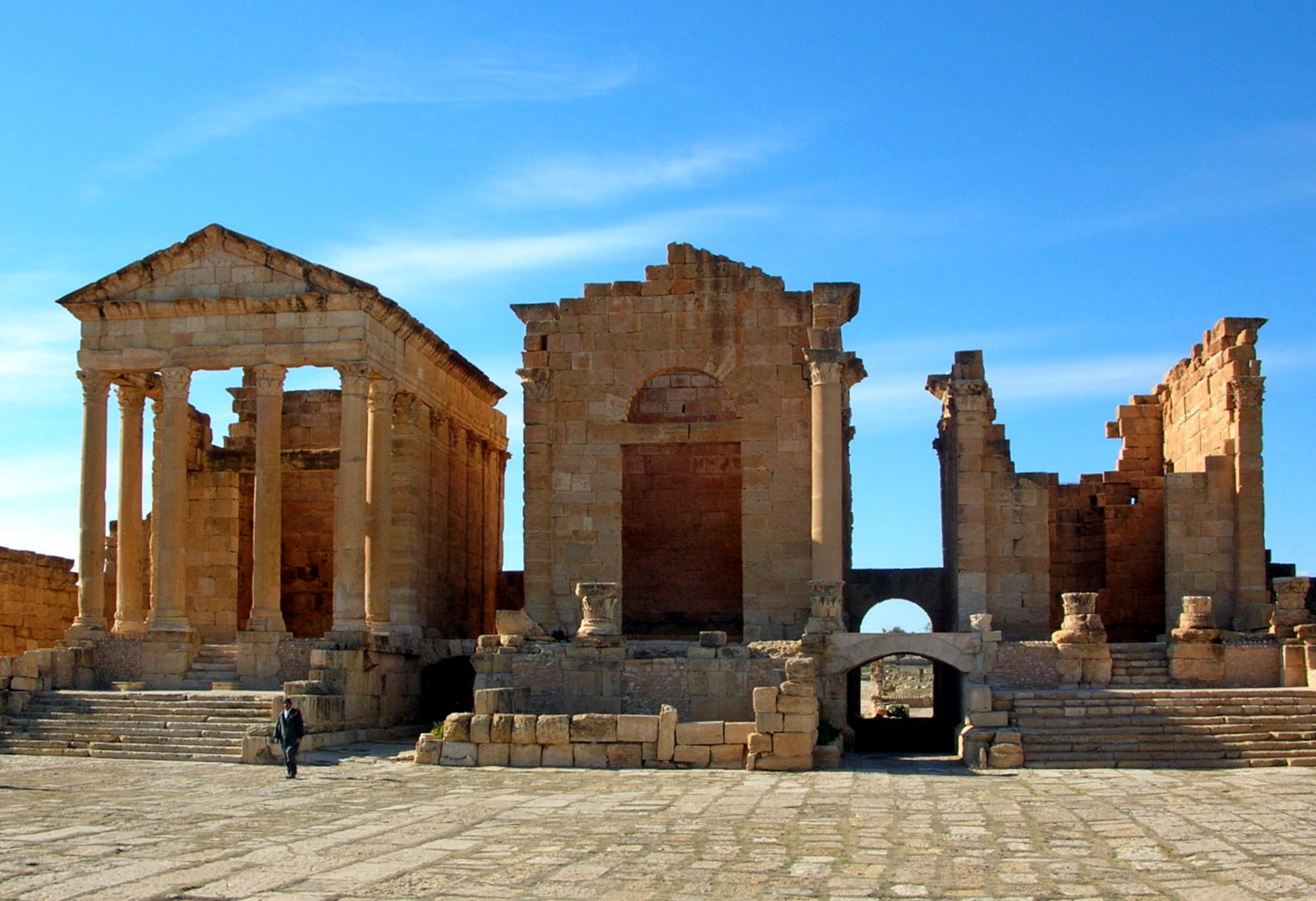
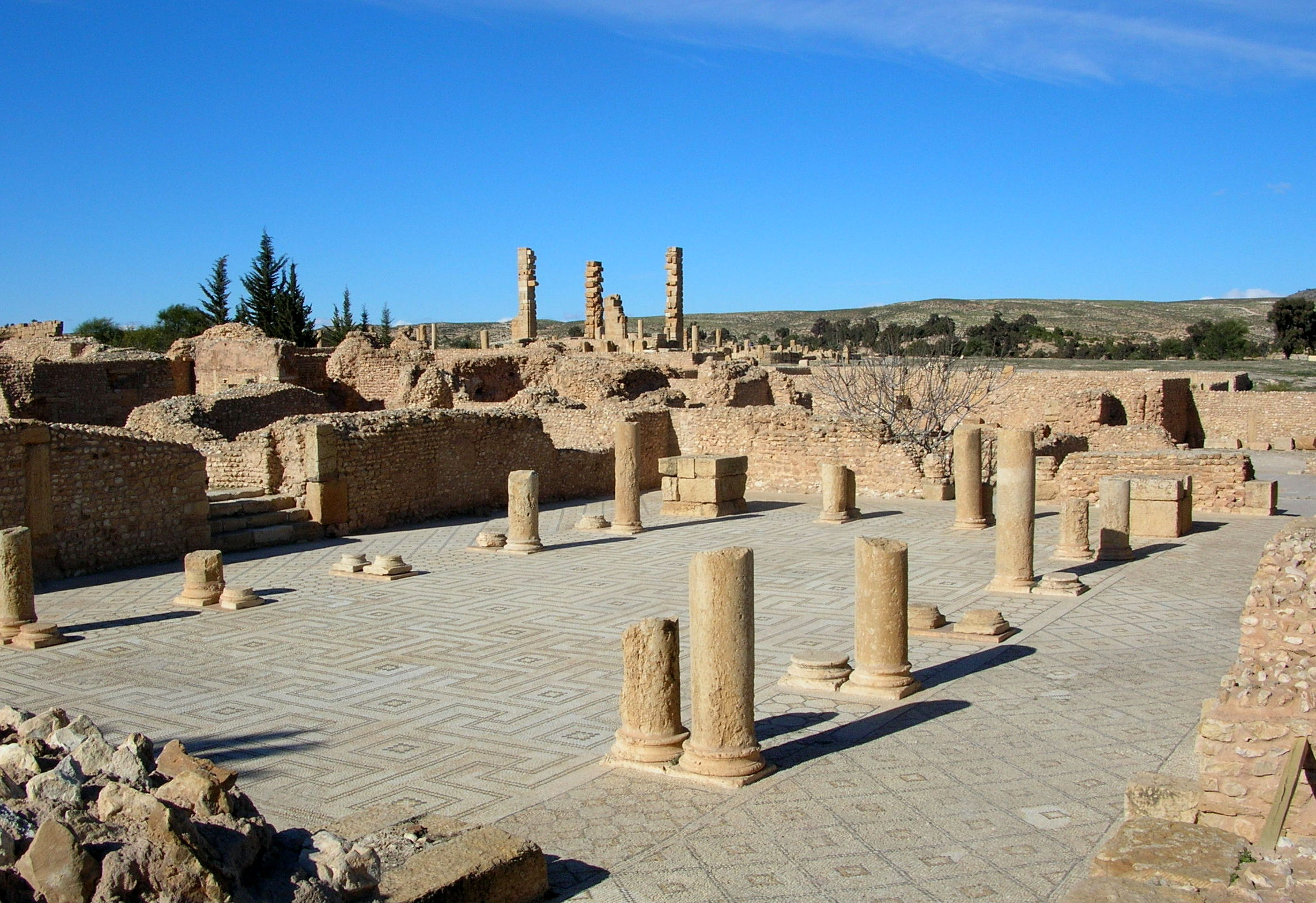
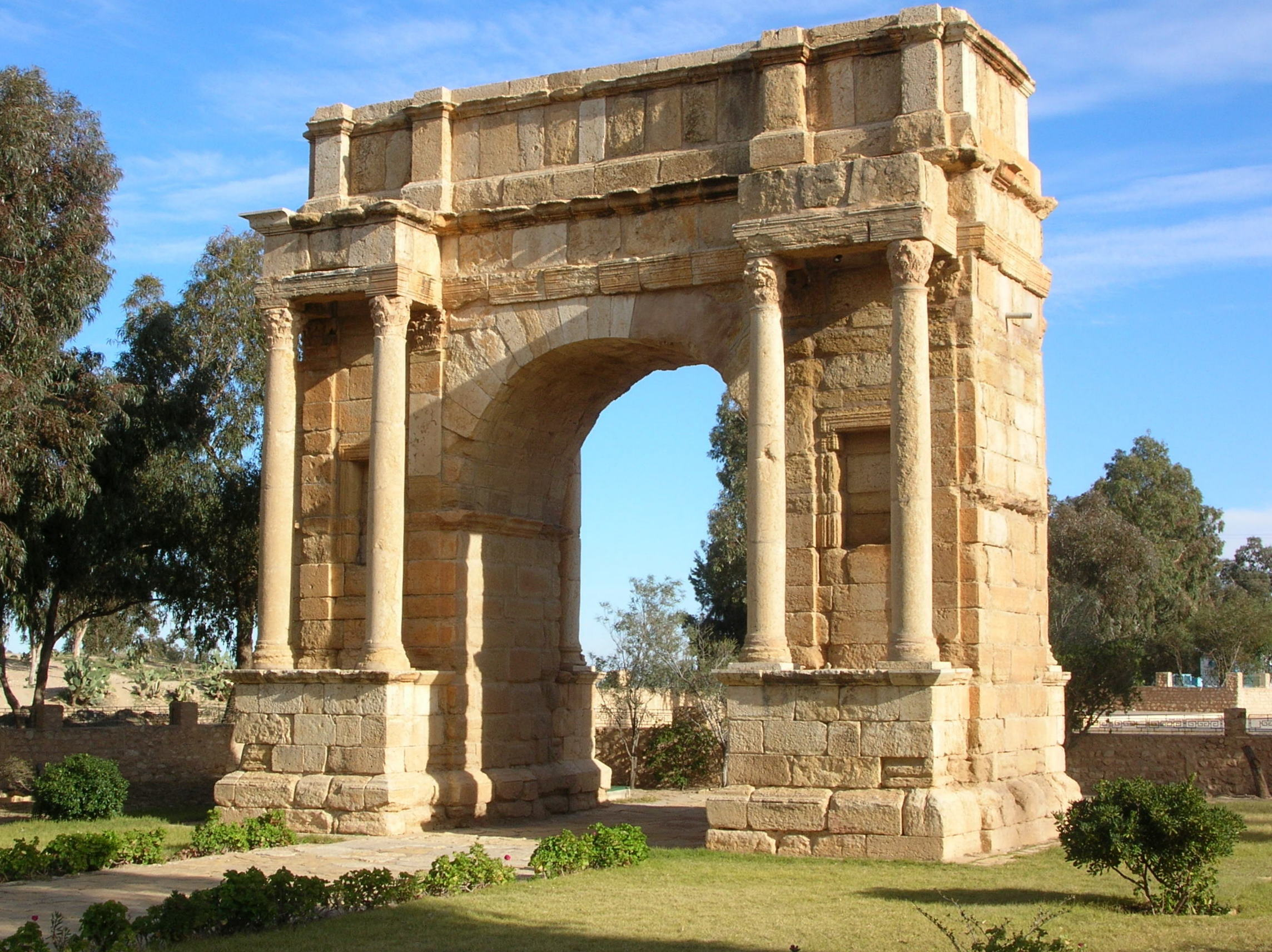
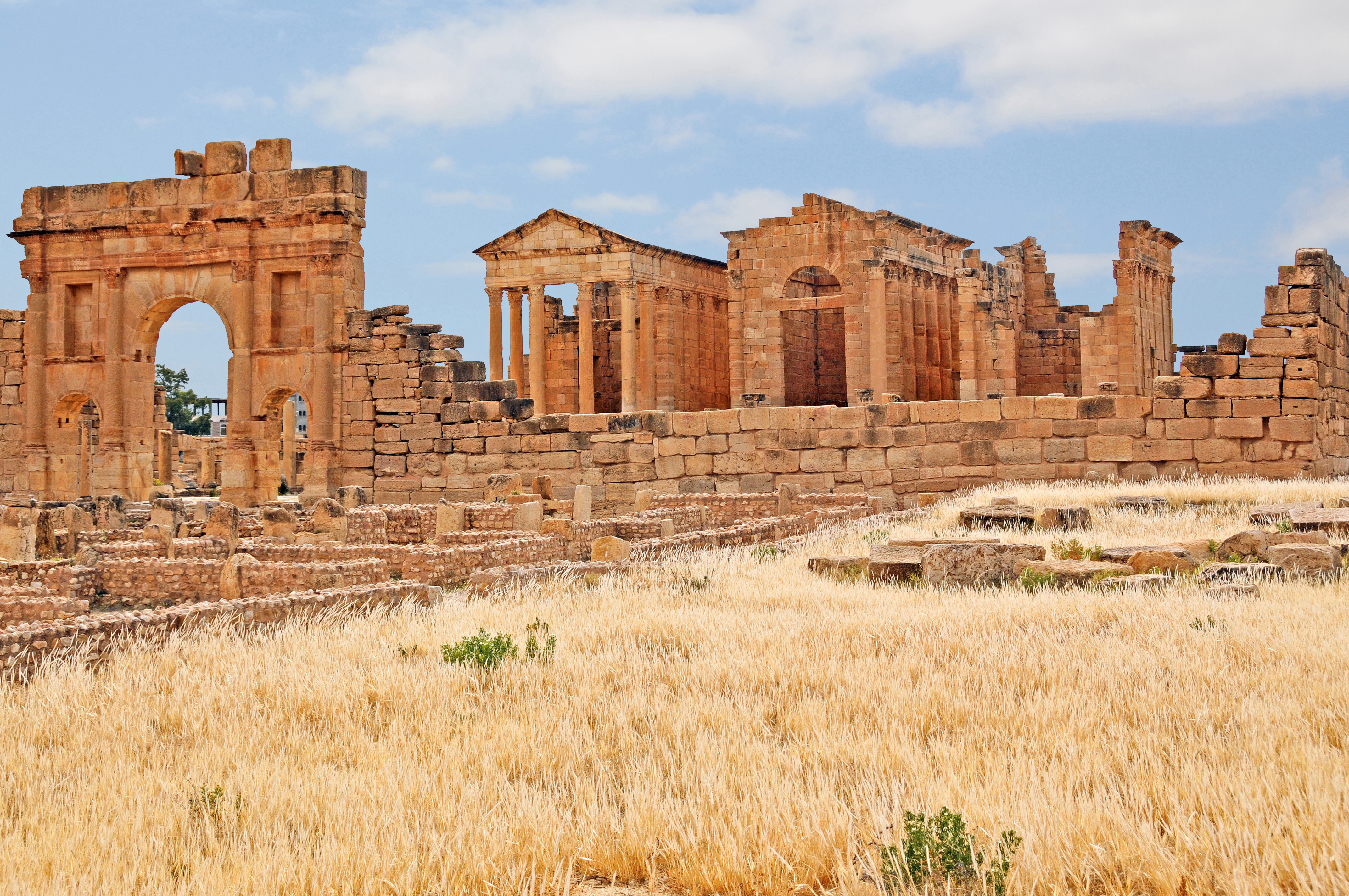